# Femme nue devant une armoire à glace
Femme nue devant une armoire à glace est un tableau réalisé par le peintre suisse Félix Vallotton en 1897. Cette détrempe sur carton représente une femme nue s'observant dans un miroir. Elle est conservée au sein d'une collection privée.